# Plaumanniola
Plaumanniola (лат.) — род коротконадкрылых жуков из подсемейства Scydmaeninae. Южная Америка. 5 видов.

## Распространение
Встречаются в Южной Америке: Боливия, Бразилия, Французская Гвиана.

## Описание
Мелкие жуки (длина 1,78-2,58 мм) красновато-коричневого цвета. Голова сильно расширена и плоская, с боковыми краями, расходящимися каудально, с щетинками на виске и по заднему краю темени; затылочная сужение уже чем 1/3 ширины головы; область «шеи» лишь немного шире затылочного сужения и более узкая, чем 1/3 ширины головы; ротовые органы не видны в дорсальном виде; субментум не отграничен латерально от посткардинальных частей гипостомы; гипостомальные гребни длинные и расходятся каудально; лабрум с глубоко выемчатым передним краем. Нижнечелюстные пальпы уплощены дорсо-вентрально, с расширенным пальпомером III и субконическим, заостренным пальпомером IV. Усики массивные и булавовидные. Переднеспинка широкая и уплощенная, без ямок или борозд и с резкими боковыми краями; простернум без простернального интеркоксального киля или отростка; прококсальные впадины закрыты; гипомеры с неполными гипомеральными гребнями; пронотостернальные швы целые; мезовентрит с килевидным, высоким и узким мезовентральным интеркоксальным отростком и нечётко очерченными боковыми голым вдавлениями (= прококсальные упоры); каждое надкрылье с двумя едва различимыми рудиментами голых базальных ямок; метавентральный межкоксальный отросток длинный и узкий, с глубокой и узкой задней выемкой, узко разделяющей поперечные метакоксы; эдеагус со сложной внутренней арматурой и свободным (то есть, не сросшийся со срединной лопастью) парамерами, несущими апикальные и субапикальные волоски.

## Систематика
Род был впервые выделен в 1962 году и первоначально был помещен в Ptinidae, в новое подсемейство Plaumanniolinae. Lawrence & Reichardt (1966) повторно изучили паратип типового вида P. sanctaecatharinae Costa Lima, 1962 и признали этот таксон членом семейства Scydmaenidae, где он до сих пор и находится, в трибе Plaumanniolini надтрибы Scydmaenitae (Newton & Franz 1998). Известно, что Plaumanniola sanctaecatharinae встречается в бразильских штатах Санта-Катарина и Сан-Паулу. Франц (1990) дал новое описание P. sanctaecatharinae на основе образцов из штата Амазонас, но Ялошиньский (2013) счёл, что это новое описание основано на неправильно идентифицированном новом виде, который он описал под названием P. regina Jałoszyński, 2013. Эти два вида имеют необычайно широкую, субовальную форму тела, сильно уплощённую и заметно расширенную голову с относительно небольшими ротовыми насадками, смещенными вентрально, сильно расширенную, уплощенную и компактную усиковую булаву, а также уплощённые бёдра и голени. Затем P. simplicissima Jałoszyński, 2014 был обнаружен в Боливии. Крепкая форма тела и поразительно уплощённая голова, столь отличная от всех остальных Scydmaeninae, делает Plaumanniolini легко отличимыми от других триб только на основании общего внешнего вида. Однако детальное морфологическое исследование показало, что Plaumanniolini имеют много общих признаков с Glandulariini (= Cyrtoscydmini), и только необычная форма тела делает их настолько разными, что их выделение в отдельную трибу было поддержано всеми авторами. Lenko (1972) привел некоторые наблюдения относительно возможной мирмекофилии Plaumanniola как предполагаемого инквилина муравьиного рода Octostruma. В 2016 году триба Plaumanniolini была синонимизирована с Glandulariini (= Cyrtoscydmini).
- Plaumanniola cayennensis Jałoszyński, 2018 — Фр. Гвиана[5]
- Plaumanniola octosetosus (Franz, 1994) — Бразилия[6][3]
- Plaumanniola regina Jałoszyński, 2013 — Бразилия[1]
- Plaumanniola sanctaecatharinae Costa Lima, 1962 typus — Бразилия
- Plaumanniola simplicissima Jałoszyński, 2014 — Боливия[7]